# Ahimelech

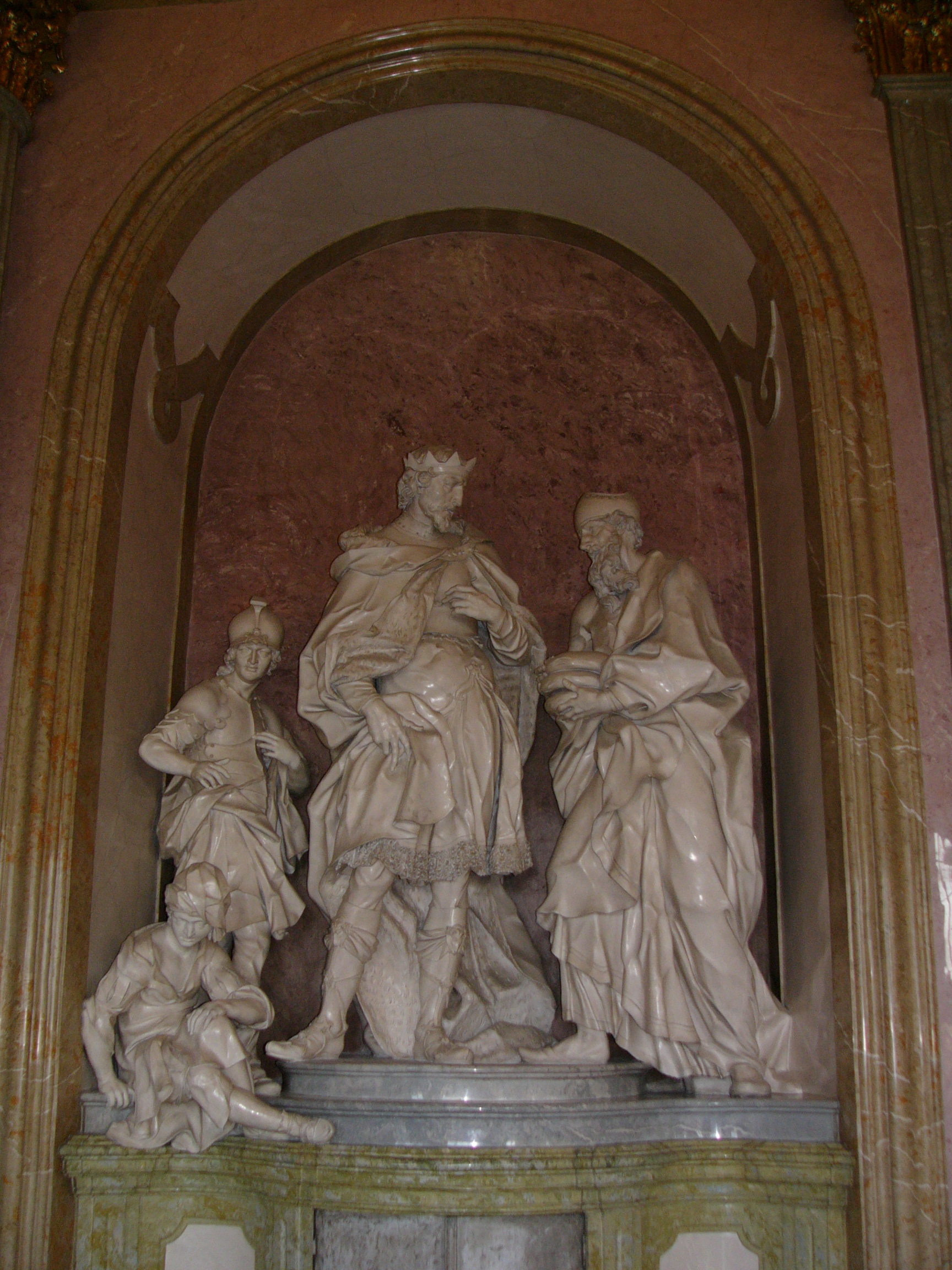
Statuengruppe David nimmt vom Hohenpriester die Schaubrote an im Festsaal des Klosters Hradisko in Olomouc, 1734

Ahimelech ist der Name von drei Gestalten aus dem Tanach.

## Name
Der Name Ahimelech, hebräisch אֲחִימֶלֶךְ ʾᵃḥîmælæḵ, setzt sich aus den Elementen אָח ʾāḥ „Bruder“, „Verwandter“, „Stammesgenosse“, „Freund“ und מֶלֶךְ mælæḵ „König“ zusammen und bedeutet „[mein] Bruder ist König“.
Die Septuaginta gibt den Namen mit Αβιμελεχ Abimelech wieder, die Vulgata mit Ahimelech.
Im altorientalischen Umfeld ist der Name gut bezeugt. Keilschriftlich findet er sich als Aḫi-milku, ugaritisch als ẢḪMLK und ỉḪMLK, punisch חמלך und חמלכת.

## Ahimelech von Nob
Der Priester Ahimelech von Nob ist der Sohn Ahitubs (1 Sam 22,9 ). Er stammt aus dem Priestergeschlecht Elis. Es ist nicht nachvollziehbar, wie die Familie aus Silo nach Nob kam. Möglicherweise flohen sie vor den Philistern oder der Umzug liegt in den Erfolgen Sauls begründet. Das Nob im Gebiet Benjamin lag und Ahimelechs Bruder Ahija der Feldgeistliche Sauls war, deutet auf eine enge Verbindung zwischen der Priesterfamilie und dem saulidischen Haus.
Auf seiner Flucht vor Saul gelangt David zu Ahimelech und behauptet, einen geheimen Auftrag Sauls auszuführen, woraufhin Ahimelech ihm fünf Schaubrote und das Schwert Goliats gibt (1 Sam 21,1–10 ). Doeg, ein Edomiter, der von Saul als Herr über die Hirten eingesetzt wurde, verrät dies an König Saul, der Ahimelech zur Rede stellt (1 Sam 22,9–13 ). Der Priester verteidigt sich:

„Wer hat sich denn von allen deinen Dienern so sehr bewährt wie David, der Schwiegersohn des Königs, der Anführer deiner Leibwache, der in deinem Haus hoch geehrt ist? Habe ich denn erst heute begonnen, für ihn Gott zu befragen? Keineswegs! Der König möge seinem Knecht und dem ganzen Haus meines Vaters nichts unterstellen; denn dein Knecht hat von alldem nichts gewusst, weder Wichtiges noch Unwichtiges.“

Dennoch verhängt Saul das Todesurteil über ihn und seine Familie, doch seine Leibwächter weigern sich, einen Priester JHWHs umzubringen (1 Sam 22,16 f ). Möglicherweise spürten sie, dass das Urteil unberechtigt und maßlos war. Schließlich führt Doeg das Urteil aus und tötet 85 Priester (1 Sam 22,18 ). Auch die ganze Stadt Nob wird ins Todesurteil eingeschlossen, lediglich Abjatar, der Sohn Ahimelechs, überlebt. (1 Sam 22,19 f ). So ist der Loyalitätskonflikt zwischen Saul und David der Grund für Ahimelechs Tod. In 1 Sam 22,22  bekennt David seine Schuld an den Ereignissen. Dies wird durch die sekundären Überschrift von Ps 52  erweitert und vertieft.
Im Neuen Testament nimmt Jesus auf Davids Essen der Schaubrote Bezug (Mt 12,3f  par. Mk 2,25f; Luk 6,3f), lässt jedoch Ahimelech und seinen Tod unerwähnt.

## Ahimelech, der Sohn Abjatars
Ahimelech, der Sohn Abjatars, wird in 2 Sam 8,17  und 1 Chr 24,3.6.31 . Er ist ein Nachkomme Itamars. Gemeinsam mit Zadok, dem Sohn Ahitubs, war er an der Gruppeneinteilung der Priester beteiligt. 1 Chr 18,16  schreibt „Abimelech“ statt „Ahimelech“.

## Ahimelech, der Hethiter
Ahimelech der Hethiter wird lediglich in 1 Sam 26,6  als Söldner Davids erwähnt. Neben Urija ist er der einzige Hethiter aus dem Umfeld Davids, der namentlich erwähnt wird.